# Ombretta
Ombretta  è un nome proprio di persona italiano femminile.

## Varianti
- Femminili: Ombra, Umbra, Umbria[senza fonte]
- Maschili: Ombro, Umbro[senza fonte]

## Origine e diffusione
Di significato molto chiaro, è un vezzeggiativo del termine italiano "ombra".
È un nome di recente introduzione, usato da Antonio Fogazzaro nel suo romanzo Piccolo mondo antico per la bambina protagonista, così soprannominata dallo zio che le canta spesso l'arietta Ombretta sdegnosa del Missipipì, tratta da La pietra del paragone di Gioachino Rossini.

## Onomastico
L'onomastico può essere festeggiato il 1º novembre, giorno di Tutti i Santi, trattandosi di un nome adespota.

## Persone

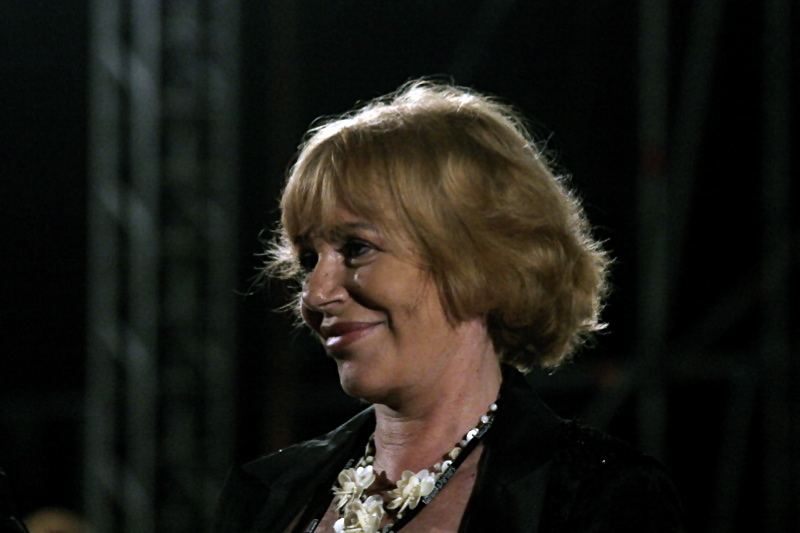
Ombretta Colli

- Ombretta Colli, cantante, attrice e politica italiana
- Ombretta Fumagalli Carulli, politica italiana
- Ombretta Cammarata, Hairstylist italiana